# Villa imperiale di Nasu
La villa imperiale di Nasu si trova nella città di Nasu, appartenente all'omonimo distretto della Prefettura di Tochigi.
È impiegata dalla famiglia imperiale giapponese: la struttura risale al 1926 ma ci sono state delle aggiunte nel 1935.